# Sonja (voornaam)
Sonja is een voornaam voor een meisje. Het is oorspronkelijk de Russische vorm van Sophia.

## Bekende naamdraagsters
- Koningin Sonja van Noorwegen
- Sonja Barend, Nederlandse televisiepresentatrice
- Sonja Prins, Nederlandse dichteres en schrijfster
- Sonja Bakker, Nederlandse gewichtsconsulente